# Oscar González-Ferrán
Oscar González-Ferrán (* 1933; † 1. Mai 2014 in Santiago de Chile) war ein chilenischer Vulkanologe. Er lehrte als Professor am Institut für Geologie und Geophysik der Universidad de Chile.
1967 und 1968 war er  im Rahmen des United States Antarctic Program an Erkundungen des westantarktischen Marie-Byrd-Lands beteiligt und legte in den darauffolgenden Jahren seinen Fokus auf die Südlichen Shetlandinseln. So forschte und publizierte er beispielsweise umfangreich zur vulkanologischen Evolution von Deception Island. Zusammen mit seinem japanischen Kollegen Yoshio Katsui (1926–2015) von der Universität Hokkaidō erstellte er darüber hinaus 1970 die erste geologische Karte von Penguin Island. Als wissenschaftlicher Berater der chilenischen Delegationen nahm er an mehreren Konsultativtagungen des Antarktis-Vertrages teil. Im März 1982 entdeckte er während eines geophysikalischen Erkundungsfluges per Hubschrauber zwei bis dato unbekannte Vulkane im Osten der Antarktischen Halbinsel. Im Dezember 1988 wohnte er der eruptiven Bildung des neuen Nebenkraters „Navidad“ am Vulkan Lonquimay in der chilenischen Región de la Araucanía bei.
Er war auch abseits von Fachaufsätzen publizistisch tätig und sein 1995 veröffentlichtes Buch Volcanes de Chile entwickelte sich zu einem Standardwerk. Zudem gehörte er zwischen 1995 und 2004 der Redaktionsleitung (en.: editorial board) der im Springer-Verlag erscheinenden Sammelwerk-Fachbuchreihe Advances in natural and technological hazards research an. González-Ferrán galt als der Doyen unter den Vulkanologen seines Heimatlandes. Diese Bedeutung spiegelt sich auch darin wider, dass mehrere Landformen nach ihm benannt wurden – der Gonzalez Harbour, der Gonzalez Point sowie die Oscar Lakes auf den Südlichen Shetlandinseln und der Mount González in Antarktika.

## Publikationen (Auswahl)
- Oscar González-Ferrán: Volcanes de Chile. Instituto Geográfico Militar, Santiago de Chile, 1995, ISBN 956-202-054-1.